# Comisión Nacional de Elecciones (Partido Acción Nacional)
La Comisión Nacional de Elecciones del Partido Acción Nacional es la autoridad electoral interna del PAN, responsable de organizar los procesos de selección de candidatos a cargos de elección popular a nivel federal, estatal y municipal en México.

## Funciones
Esta comisión funciona de manera permanente y vigila los procesos de selección de candidatos.
Propone al Comité Ejecutivo Nacional la designación de candidatos, cuando sea necesario, y define el método de elección entre las opciones previstas en los Estatutos.
Emite las convocatorias a los procesos, establece y califica la validez de los mismos, valora la elegibilidad de los aspirantes y aprueba su registro. Es la instancia partidaria para dirimir las controversias suscitadas en los procesos de selección de candidatos.

## Integración
La Comisión Nacional de Elecciones está conformada de la siguiente manera:

### Pleno de la Comisión
Se integra por los siete comisionados nacionales, electos por el Consejo Nacional a propuesta del Presidente, entre los miembros activos del Partido, con diez años o más de militancia.

### Salas de la Comisión
Existen dos salas, denominadas como Primera y Segunda, que funcionan para resolver controversias y ejercer las facultades que el Pleno determine.

#### Primera Sala
La Primera Sala se integra por:
```
Luis Andrés Esteva Melchor(Presidente de Sala), María del Pilar Pérez Chavira y Cristian Castaño Contreras (integrantes).
```

#### Segunda Sala
La Segunda Sala se integra por:
María Esperanza Morelos Borja y Verónica Pérez Herrera y Sergio Alejandro Arellano Sánchez (quien se desempeñaba como Secretario Ejecutivo y fue nombrado Comisionado en sustitución de Alfredo Rivadeneyra Hernández el cual  actualmente es Secretario General Adjunto de Asuntos Internos del Comité Ejecutivo Nacional del PAN)

### Presidencia de la Comisión
El Presidente de la Comisión Nacional de Elecciones es José Espina Von Roehrich. Le corresponde conducir los trabajos del Pleno y no integra sala.

### Secretaría Ejecutiva
El Secretario Ejecutivo de la Comisión es Vicente Carrillo Urban.